# Partito Comunista della Lituania
Il Partito Comunista della Lituania (in lituano Lietuvos komunistų partija) fu la sezione di livello repubblicano del Partito Comunista dell'Unione Sovietica nella Repubblica Socialista Sovietica Lituana a partire dalla formazione di tale entità statale, nel 1940. Il partito era tuttavia operativo fin dal 1918, anno in cui nacque una prima Repubblica sovietica lituana di breve durata,
 unificata tra il 1919 e il 1920 alla Bielorussia nella Repubblica Socialista Sovietica Lituano-Bielorussa, il che portò alla temporanea unificazione anche della sezione del partito.
Nel dicembre 1989, al XX Congresso del PC della Lituania, il partito subì una scissione fra una componente che si rese indipendente dal PCUS (e assunse dapprima la denominazione di Partito comunista autonomo e poi quella di Partito democratico del lavoro) ed un'altra componente che proseguì a operare nell'ambito del partito dell'Unione.